# Lijst van rivieren in Massachusetts
Dit is een lijst van rivieren in Massachusetts.
- Acushnet River
- Agawam River
- Annisquam River
- Assabet River
- Assonet River
- Barrington River
- Bass River
- Blackstone River
- Bluefish River
- Bungay River
- Burnshirt River
- Canoe River
- Charles River
- Chicopee River
- Clam River
- Concord River
- Connecticut River
- Cotley River
- Crooked River
- Deerfield River
- Forge River
- Fort River
- French River
- Green River
- Hoosic River/Hoosac River
- Housatonic River
- Ipswich River
- Konkapot River
- Manhan River
- Mattapoisett River
- Merrimack River
- Mill River
- Millers River
- Mystic River
- Nashua River
- Neponset River
- Nissitissit River
- Quaboag River
- Quinapoxet River
- Quinebaug River
- Palmer River
- Pamet River
- Parker River
- Sawmill River
- Scantic River
- Segreganset River
- Shawsheen River
- Squannacook River
- Stillwater River
- Swift River
- Sudbury River
- Taunton River
- Ten Mile River
- Three Mile River
- Town River
- Tully River
- Wading River
- Wankinco River
- Ware River
- West River
- Westfield River
- Westport River
- Weweantic River

Alabama · Alaska · Arizona · Arkansas ·  Californië · Colorado · Connecticut · Delaware · Florida · Georgia · Hawaï · Idaho ·  Illinois · Indiana · Iowa · Kansas · Kentucky · Louisiana · Maine · Maryland · Massachusetts · Michigan · Minnesota · Mississippi · Missouri · Montana · Nebraska · Nevada · New Hampshire · New Jersey · New Mexico · New York ·  North Carolina · North Dakota · Ohio · Oklahoma · Oregon · Pennsylvania · Rhode Island · South Carolina · South Dakota · Tennessee · Texas · Utah · Vermont · Virginia · Washington (staat) · Washington D.C. · West Virginia · Wisconsin · Wyoming